# Georg Lindemann
Georg Lindemann, nemški general, * 8. marec 1884, Osterburg, Altmark, † 25. september 1963, Freudenstadt, Schwarzwald.

## Napredovanja
- Fähnrich (18. oktober 1903)
- poročnik (18. avgust 1904)
- nadporočnik (18. avgust 1912)
- Rittmeister (28. november 1914)
- major (1. april 1926)
- podpolkovnik (1. februar 1931)
- polkovnik (1. junij 1933)
- generalmajor (20. april 1936)
- generalporočnik (20. april 1938)
- general konjenice (1. november 1940)
- generalpolkovnik (5. julij 1942)

## Odlikovanja
- viteški križ železnega križa (162.; 5. avgust 1940)
- viteški križ železnega križa s hrastovimi listi (275.; 21. avgust 1943)
- 1914 železni križec I. razreda (28. julij 1915)
- 1914 železni križec II. razreda (9. september 1914)
- RK des Kgl. Preuss. Hausordens von Hohenzollern mit Schwertern
- Ritterkreuz I. Klasse des Kgl. Württembg. Friedrichs-Ordens mit Schwertern
- k.u.k. Österr. Militär-Verdienstkreuz III. Klasse mit der Kriegsdekoration
- Verwundetenabzeichen, 1918 in Schwarz
- Ehrenkreuz für Frontkämpfer
- Wehrmacht-Dienstauszeichnung IV. bis I. Klasse
- Wehrmachtbericht (29. junij 1942, 12. avgust 1943)
- Spange zum EK I (3. julij 1940)
- Spange zum EK II (30. oktober 1939)
- Medaille Winterschlacht im Osten 1941/1942
- Finn. Freiheitskreuz I. Klasse mit Stern und Schwertern (29. marec 1943)